# Kenny Mayne
Kenneth Wheelock "Kenny" Mayne (Kent, Washington, 1 de septiembre de 1959) es un periodista deportivo estadounidense de ESPN. Actualmente aparece como presentador de Kenny Mayne's Wider World of Sports en ESPN.com, y apareció como colaborador semanal de «Sunday NFL Countdown» con su segmento semanal de «Mayne Event».

## Carrera deportiva
Nacido en Federal Way, Washington, Mayne fue mentor honorario de mariscal de campo All-American de la universidad juvenil en 1978 en Wenatchee Valley College in Wenatchee, Washington. Se graduó de la Universidad de Nevada, Las Vegas en 1982 con un título en radiodifusión. Era el mariscal de campo suplente y estaba por delante de la futura estrella de la NFL, Randall Cunningham en la tabla de profundidad.
Mientras que en la UNLV, Mayne jugó fútbol durante dos años y luego firmó como agente libre con los Seattle Seahawks. Ha sido gerente del equipo de la Liga Americana en Legends y en el juego de softball Celebrity All Star desde su inicio en 2001, pero en 2010 eligió no aparecer en el juego.

## KSTW
Después de comenzar su carrera televisiva con un breve período como reportero de KLVX-TV en Las Vegas, Nevada, Mayne pasó siete años (1982-89) en KSTW-TV en Seattle, Washington. Finalmente se convirtió en un presentador de deportes de fin de semana y periodista de noticias de lunes a viernes. Mayne renunció a KSTW en 1989.

## ESPN
ESPN contrató a Mayne en 1994 luego de que Mayne le enviara a ESPN una nota para averiguar si la red lo contrataría. La nota simplemente pedía marcar una casilla, incluyendo una opción que decía: «Te contrataremos cuando haya un ESPN5».
Mayne comenzó en ESPN en 1994 como presentador de SportSmash en ESPN2,  luego se convirtió en el presentador de la edición de fin de semana de RPM 2Night desde su inicio en el fin de semana del Día del Trabajo de 1995 hasta agosto de 1997. En su última edición de RPM 2Night, Kenny hizo una llamada telefónica que recibió de David Letterman, en ese entonces copropietario de Rahal Racing, que no podía dejar de hacer RPM 2Night. Después de eso, Mayne se mudó a la red principal. Sirvió, por un tiempo, como copresentador de SportsCenter con Dan Patrick después de que Keith Olbermann dejara ESPN. Dejó SportsCenter dos años más tarde y se mudó a una variedad de shows nocturnos de ESPN que por lo general se retransmitieron a lo largo de la mañana siguiente. Incluido en su repertorio fue el programa de concursos, 2 Minute Drill. Actualmente, Mayne es visto como el anfitrión de los eventos de carreras de caballos de ABC y ESPN. Proporcionó historias extravagantes en Sunday NFL Countdown en un segmento semanal llamado The Mayne Event.
El 17 de enero de 2007, ESPN contrató a Mayne para un contrato de un año para hacer funciones y cubrir carreras de caballos, así como regresar a SportsCenter para alrededor de 50 programas en 2007.
A partir del 2 de octubre de 2008, Mayne protagonizó la primera serie web de scripts de ESPN, Mayne Street, interpretando una versión ficticia de sí mismo.
En 2011, ESPN lanzó Kenny Mayne's Wider World of Sports, una serie de videos en ESPN.com destacando los viajes de Mayne alrededor del mundo. En la primera temporada, el espectáculo visitó seis países (Inglaterra, Irlanda, Brasil, Sudáfrica, Tailandia y Nueva Zelanda) con Mayne participando en eventos como el Torneo de elefantes de King's Cup en Tailandia, el par 3 más largo del mundo (Extremo 19) en Sudáfrica, y un partido de boliche en Irlanda. Una versión de televisión de Kenny Mayne's Wider World of Sportsde Kenny Mayne, presentando lo más destacado de la serie de Internet, transmitida por ESPN/ABC en diciembre de 2011. La temporada 2 de Wider World of Sports incluyó visitas a los Países Bajos para saltos de canales, Nicaragua para el abordaje de volcanes, Italia para la carrera de caballos Palio di Siena, Bosnia y Herzegovina para el buceo de puentes en el Puente de Mostar, Suiza para hornussen y Escocia para los Highland games.
Ambas temporadas de Kenny Mayne's Wider World of Sports de Kenny Mayne han sido galardonadas en la categoría de cine y vídeo en línea de los Webby Awards, que anualmente reconocen los mejores sitios web, videos, aplicaciones y redes sociales en Internet.
Mayne regresó a SportsCenter el 15 de octubre de 2013 después de una ausencia de cinco años. Un nuevo contrato con ESPN firmado más temprano ese mismo mes estableció a Mayne para anclar 70 episodios de SportsCenter y alojar 10 características especiales por año hasta 2015. En ese momento Mayne describió que el nuevo trato era «una especie de trabajo a tiempo parcial» e implicaba insatisfacción con algunas de las advertencias. El acuerdo efectivamente terminó el papel de Mayne en las carreras de caballos y terminó su serie de Wider World of Sports en lugar de enfocar su papel principalmente en SportsCenter. Comentó sobre la reestructuración de su contrato diciendo «para algunos lectores parecía que tenía las llaves del lugar, y se llevaron las llaves».
Durante su tiempo en ESPN, se ha hecho famoso por su seco sentido del humor.

## Otros trabajos
n enero de 2006, Mayne participó en la segunda temporada de Dancing with the Stars de la cadena ABC con su pareja de baile Andrea Hale, pero después de un desastroso cha-cha, Mayne fue el primer concursante en ser eliminado. En una entrevista con Brian Falvey en la primavera de 2007, Mayne bromeó que dejó el Rose Bowl 2006 al medio tiempo para levantarse temprano al día siguiente para practicar para Dancing with the Stars. Temporadas posteriores han visto a Mayne regresar al show de DanceCenter, una parodia de SportsCenter, junto al exconcursante Jerry Rice y el juez Len Goodman. DanceCenter aparece en los resultados de la noche de la semana en la que quedan cinco o seis concursantes.
Mayne también participó en la película de 1998 BASEketball, que presentó a los creadores de South Park, Trey Parker y Matt Stone. Estuvo junto a Dan Patrick y apareció en SportsCenter para cubrir la última competencia de playoff de BASEketball. En 1999, actuó en un episodio de The Drew Carey Show titulado «Tracy Bowl».
Antes de aceptar el acuerdo con ESPN, Mayne tuvo conversaciones con Comedy Central sobre la realización de un programa de temática deportiva como The Daily Show y fue finalista para ser la anfitriona de la versión sindicada de Deal or No Deal. Él confirmó ambas discusiones.
Mayne ha aparecido recientemente en anuncios de seguros de automóviles progresivos y pelotas de golf Top Flite. En noviembre de 2006, Mayne fue el anfitrión del episodio piloto del programa de CBS, El Poder de Ganar que luego sería presentado por Drew Carey. El productor de Power of 10, Michael Davies, quedó impresionado con su actuación en 2 Minute Drill, y quería que fuera el anfitrión de uno de sus otros programas. Después de que Mayne recibiera al piloto, él declinó la oportunidad y fue a Drew Carey.
En 2008, Mayne escribió su primer libro, An Incomplete And Inaccurate History Of Sport, una colección de reflexiones extrañas sobre deportes y cultura pop. En 2010, apareció en la película animada Kung Fu Magoo como él mismo.